# 만두성게
만두성게(영어: burrowing urchin)는 만두성게과 만두성게속에 딸린 성게의 일종이다. 인도태평양의 얕은 물에 서식한다.
껍데기 직경 5 센티미터까지 자란다. 색상은 다양하지만 껌데기는 대개 어두운 색이다. 가시는 끝이 보라색이고 줄기는 녹색과 보라색이 번갈아 나타나거나 또는 완전히 보라색이다. 가시 뿌리에 흰색 고리가 있어서 다른 성게와 쉽게 구분된다.
만두성게속의 다른 종처럼 단단한 이빨로 돌을 갉아들어가 반구형의 집을 만들어 거기에 산다. 낮에는 집에 머물고 밤이 되면 기어나와 조류를 갉아먹는다.